# Tōkyō-wan-Aqua-Line

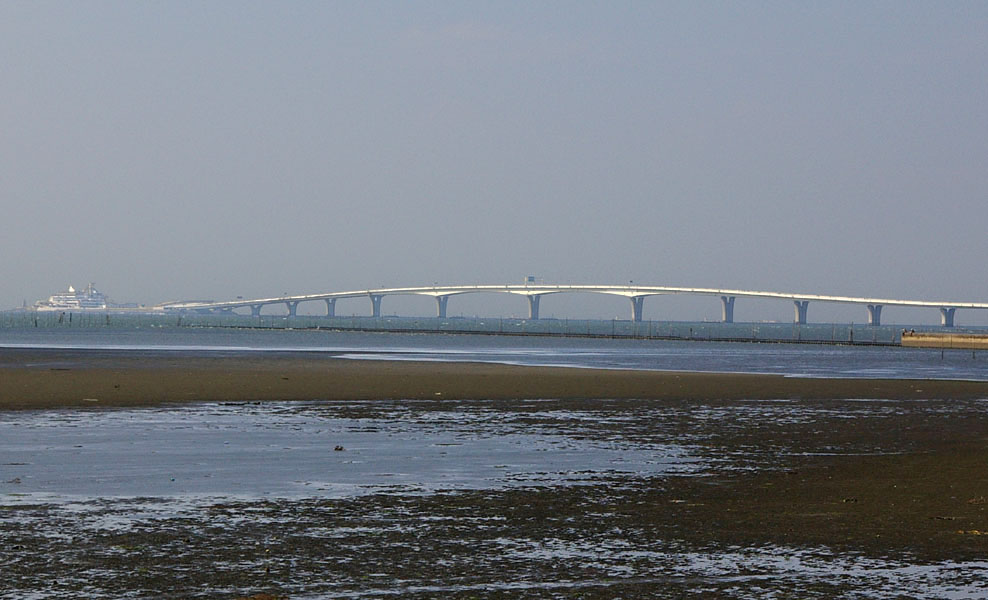
Die östliche Hälfte der Strecke.

Die Tōkyō-wan-Aqua-Line (japanisch 東京湾アクアライン Tōkyō-wan akuarain) ist eine Kombination von Brücke und Tunnel über die Bucht von Tokio in Japan und nach dem Ryfast der zweitlängste Unterseetunnel der Welt für Autoverkehr. Der Tunnel selbst ist 9,6 km lang, gefolgt von einer 4,4 km langen Brücke. Der Übergang von Brücke zu Tunnel geschieht auf der künstlichen Insel Umi hotaru (海ほたる, wörtl. Meeresglühwürmchen). Auf Umi hotaru gibt es zahlreiche Restaurants und Aussichtsplattformen. Der charakteristische weithin sichtbare Windturm (風の塔 Kaze no tō), der ungefähr auf der Mitte zwischen Insel und dem der Brücke gegenüberliegenden Festland aus dem Wasser ragt, dient zur Belüftung des Tunnels.
In der Röhre, 60 Meter unterhalb der Wasseroberfläche, verläuft die Nationalstraße 409 mit je zwei Fahrspuren in jede Richtung. Das Bauwerk verbindet die südlich von Tokio in der Präfektur Kanagawa gelegene Industrieregion Kawasaki mit Kisarazu in der Präfektur Chiba auf der Halbinsel Bōsō.
Durch den Bau der Tōkyō-wan-Aqua-Line wird die Fahrtzeit zwischen diesen beiden wichtigen Industrieregionen auf 15 Minuten bzw. auf eine Entfernung von 15,4 Kilometer verkürzt. Zuvor war die Strecke etwa 100 Kilometer lang, da man die gesamte Bucht von Tokio umfahren und dabei unweigerlich das Zentrum von Tokio durchqueren musste. Eine Überfahrt mit der Fähre dauert immerhin eine Stunde. Seit der Fertigstellung des Projekts hat sich die Verkehrsbelastung auf ausgewählten Routen durch Tokio verringert.

Blick von der künstlichen Insel Umi hotaru Richtung Kisarazu.

 Die Planungen zum Bau begannen 1966, die Arbeiten selbst wurden 1989 aufgenommen und im Mai 1997 beendet. Im Dezember 1997 wurde die Straße für den Verkehr freigegeben. Die Kosten des Projekts beliefen sich auf umgerechnet ca. 10 Milliarden Euro.
Die Erwartungen, welche an die Aqualine gestellt wurden, werden jedoch nicht ganz erfüllt. Weit weniger Fahrzeuge als ursprünglich gedacht benutzen die Abkürzung, was vor allem an den hohen Mautgebühren liegt. Damit ist die TBA symptomatisch für Jahrzehnte japanischer Regierungspolitik, die durch enorme Ausgaben für Infrastrukturprojekte Wirtschaftsförderung betrieben hat. Auf diese Weise entstanden gerade in der Region Tokio zahlreiche Tunnel, Brücken und Autobahnen, die von halbprivaten Regierungsfirmen unterhalten werden und deshalb mautpflichtig sind. Diese Betreibergesellschaften sind komplexe Kartelle aus ehemaligen Regierungsbeamten, die aus Gründen mangelnden Wettbewerbs überhöhte Gebühren verlangen können.
Betrieben wird die Verbindung von der Higashi-Nihon Kōsokudōro. Die Mautgebühr für normale Pkw beträgt seit 1. August 2009 3000 Yen für Barzahler, für Benutzer des elektronischen Mautsystems ETC 800 Yen.